# Check on It
Check on It è una canzone R&B scritta da Beyoncé, Swizz Beatz, Sean Garrett, Angela Beyincé, e Slim Thug per la colonna sonora del film del 2006 La pantera rosa, in cui Beyoncé è anche attrice. Benché non inclusa nel CD della colonna sonora (che contiene solo i sottofondi musicali), la canzone è stata inserita nel greatest hits delle Destiny's Child Number 1's e nelle versioni internazionali dell'album della cantante B'Day.
Il brano, prodotto da Beyoncé e da Swizz Beatz, è il terzo della cantante ad essere arrivato al numero 1 in USA, ed ha raggiunto la vetta della classifica anche in Nuova Zelanda. Grazie al video del pezzo Beyoncé ha conquistato il suo terzo MTV Video Music Award.

## Video musicale
Beyoncé ha prodotto il videoclip con la doppia funzione di promuovere sia l'album delle Destiny's Child che il film La pantera rosa.
Il video, girato da Hype Williams, è stato trasmesso in anteprima il 16 dicembre 2005 su MTV Making The Video e comincia con un remix del tema della pantera rosa ed un rap di Bun B. Il video è girato nelle tonalità del rosa, con Beyoncé e le sue ballerine vestite in tale colore. Esse si muovono, ancheggiano, e sono agghindate anche come accessori di colore rosa-porpora, visualizzando le sensuali forme.
Il video è volutamente girato in 16:9, con le bande in alto e in basso allo schermo, che normalmente dovrebbero essere nere, che visualizzano altre immagini, rigorosamente in rosa (come tutti i video girati da Williams in quel periodo). "Check on It" ha vinto il MTV Video Music Awards 2006 come Best R&B Video il 31 agosto 2006.

## Tracce
1. Check on It (Album version) – 3:34
2. Check on It (Instrumental) – 3:31
3. Check on It (Bama Boyz After Dark remix) – 4:15
4. Check on It (Bama Boyz remix) – 3:54
5. Check on It (Grizz remix) – 3:19
6. Check on It (Gantman Juke mix) – 4:21

## Accoglienza
Dopo il flop di Stand Up for Love nelle classifiche, la casa discografica ha deciso di pubblicare il singolo solista di Beyoncé per incrementare le vendite del greatest hits delle Destiny's Child. Uscito nel dicembre 2005, il brano ha raggiunto la vetta della Billboard Hot 100 nel gennaio del 2006, rimpiazzando Grillz di Nelly (canzone che curiosamente utilizza un sample di Soldier delle Destiny's Child) e diventando la terza numero 1 della cantante nelle classifiche statunitensi. Le vendite del singolo sono state vertiginose, tanto da permettergli di essere certificato 4 volte disco di platino con oltre 800 000 download digitali. Check on it ha avuto successo anche in tutte le altre classifiche di Billboard, arrivando al numero 1 nella Rhytmic Top 40, nella Pop 100 e nella classifica dance, ed è stato il quarto singolo di Beyoncé ad entrare nella top5 delle classifiche R&B, piazzandosi al numero 3. La canzone è stata classificata anche all'ottavo posto tra i brani più passati in radio del 2006. In Nuova Zelanda questa è la prima numero 1 della cantante, quando in passato Crazy in Love e Baby Boy si erano fermate al numero 2. In Norvegia è stata la prima canzone di Beyoncea raggiungere la posizione più alta della cantante in classifica, al numero 2 (raggiunta anche da Beautiful Liar un anno più tardi). Nei Paesi Bassi il brano è arrivato al numero 3, dove è rimasto per 3 settimane consecutive, con un totale di 16 settimane in classifica. In Finlandia è stato il primo singolo della cantante come solista ad entrare in top10, arrivando alla posizione numero 6 (raggiunta anche da Déjà vu nello stesso anno). In Polonia questa è la quarta numero 1 della cantante dopo Crazy in Love, Baby Boy e Naughty Girl. Pur facendo parte della raccolta delle Destiny's Child, Check on It ha confermato il successo internazionale di Beyoncé come solista.

## Classifiche
| Classifica (2006)              | Posizione massima |
| ------------------------------ | ----------------- |
| Canada                         | 20                |
| Austria                        | 10                |
| Belgio (Fiandre)               | 9                 |
| Belgio (Vallonia)              | 31                |
| Brasile                        | 1                 |
| Finlandia                      | 6                 |
| Francia                        | 32                |
| Germania                       | 11                |
| Giappone                       | 76                |
| Irlanda                        | 2                 |
| Europa                         | 6                 |
| Lettonia                       | 11                |
| Norvegia                       | 3                 |
| Nuova Zelanda                  | 1                 |
| Paesi Bassi                    | 3                 |
| Perù                           | 16                |
| Regno Unito                    | 3                 |
| Repubblica Ceca                | 7                 |
| Stati Uniti                    | 1                 |
| Stati Uniti (dance club play)  | 1                 |
| Stati Uniti (pop 100)          | 1                 |
| Stati Uniti (R&B/hip-hop)      | 3                 |
| Stati Uniti (rhythmic airplay) | 1                 |
| Svezia                         | 11                |
| Svizzera                       | 7                 |